# Mechanitis fallax
Mechanitis fallax är en fjärilsart som beskrevs av Butler 1873. Mechanitis fallax ingår i släktet Mechanitis och familjen praktfjärilar. Inga underarter finns listade i Catalogue of Life.